# Побратим (Словения)
Побратим (словен. Pobratim) — подпольная словенская антикоммунистическая организация, созданная во Второй мировой войне с целью создания независимого словенского государства.

## История
Организацию создал 1 июня 1941 Антон Крошль, называвший себя представителем «третьей политической силы»: организация не относилась к какой-либо партии и носила националистический характер. «Побратим» признавал изначально законной власть королевского югославского правительства в изгнании и высказывал поддержку западным союзникам. К СССР у «Побратима» было двоякое отношение: он выступал против Коминтерна и идеологии интернационализма, но при этом на словах поддерживал СССР в войне с гитлеровской Германией, аналогично заявляя о своём неприятии немецких и итальянских оккупантов. Партизанское движение Тито он расценивал как врагов, не признавая законным и Освободительный фронт Словении.
«Побратим» занимался преимущественно разведкой, контрразведкой и пропагандой, выпуская подпольные газеты «Pobratim» и «Vir». Со временем его идеология сменилась от обычного антикоммунизма до открытого словенского национализма: «Побратим» номинально выступал за идею Великой Словении (в пределах Югославии) путём присоединения земель к западу и северу. По планам организации, Словения должна была получить часть побережья Адриатики и расшириться к северо-западу и северу вплоть до озера Балатон. Своими союзниками «Побратим» считал, однако, марионеточное прогитлеровское Независимое государство Хорватия, отрицавшее идею югославянства.
В 1943 году организация была распущена, а её лидер Крошль создал «Национальный легион» как правопреемник «Побратима».